# 1990 у телебаченні
Список 1990 у телебаченні описує події у сфері телебачення, що відбулися 1990 року.

## Події

### Січень
- 1 січня — Початок аналогового мовлення телеканалу «ЦТ-2» на 3 ТВК в Шостці[1].

### Лютий
- 15 лютого
  - Перехід аналогового мовлення телеканалу «ЦТ-1» з 12 на 32 ТВК в Артемівську[2].
  - Перехід аналогового мовлення телеканалу «УТ» з 32 на 12 ТВК в Артемівську[2].

### Квітень
- 26 квітня — Початок мовлення нового криворізького регіонального державного телеканалу «КДТ»[3].

### Травень
- 20 травня — Початок мовлення нового нікопольського регіонального телеканалу «Кварц»[4].

### Жовтень
- 13 жовтня — Початок мовлення нового харківського регіонального телеканалу «АТВ-1»[5].
- 27 жовтня — Початок мовлення нового чернівецького регіонального телеканалу «ТВА»[6].

### Грудень
- 17 грудня — Початок мовлення нового краматорського регіонального телеканалу «СКЕТ»[7].

## Без точних дат
- Осінь — Початок мовлення нового київського регіонального «7 каналу».
- Початок мовлення нового запорізького регіонального телеканалу «КІТС»[8].
- Початок мовлення нового краснолуцького регіонального телеканалу «Луч»[9].